# زراعة الكفاف

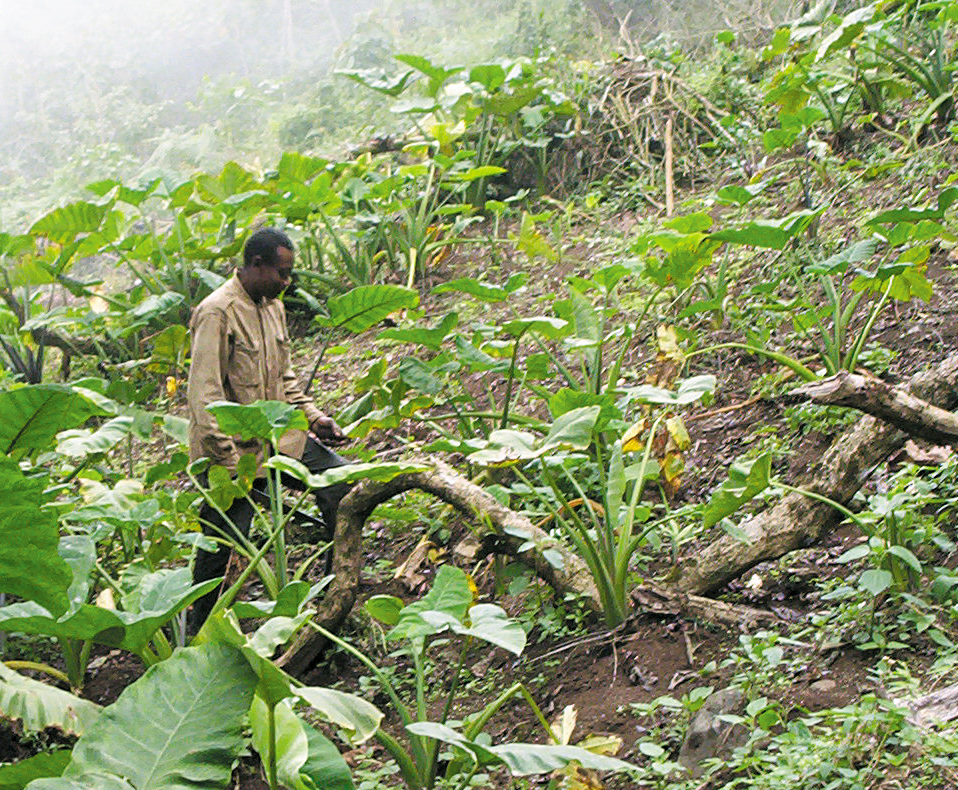
شأنه شأن معظم المزارعين في إفريقيا جنوب الصحراء، يزرع هذا الرجل الكاميروني بحد الكفاف.

الزراعة المعاشية أو زراعة الكفاف هي زراعة تعتمد على الاكتفاء الذاتي، ويركز فيها المزارعون على زراعة الأطعمة التي تكفيهم لإطعام أنفسهم وعائلاتهم. وتشتمل مزرعة الكفاف العادية على مجموعة من المحاصيل والحيوانات التي تحتاجها الأسرة لإطعام وكساء نفسها خلال العام. ويتم اتخاذ قرارات الزراعة مع الأخذ في الاعتبار ما ستحتاجه الأسرة خلال العام القادم في المقام الأول، ثم أسعار السوق في المقام الثاني. وكتب توني ووترز (Tony Waters) قائلاً: «فلاحو الكفاف هم أشخاص يزرعون ما يأكلونه ويبنون منازلهم ويعيشون دون الشراء بشكل منتظم من الأسواق.» إلا أنه على الرغم من الأولوية التي يشكلها الاكتفاء الذاتي في زراعة الكفاف، يشارك معظم مزارعي الكفاف الآن في التجارة إلى حدٍ ما، ولكن في العادة يكون ذلك لبضائع غير ضرورية للبقاء، وقد تشمل السكر وألواح الأسقف الحديدية والدراجات والملابس المستعملة وما إلى ذلك. ويعيش معظم مزارعي الكفاف الآن في الدول النامية. وعلى الرغم من أن حجم تجارتهم إذا قيست بالقيمة النقدية أقل من حجم تجارة المستهلكين في الدول التي بها أسواق حديثة معقدة، إلا أن الكثير منهم لديه اتصالات تجارية مهمة وسلع تجارية يمكنهم إنتاجها بفضل مهاراتهم الخاصة أو وصولهم بشكل خاص إلى موارد ذات قيمة في السوق.
ظهرت زراعة الكفاف المعتمدة على زراعة الحبوب (القمح والشعير في المقام الأول) أثناء الثورة النيوليثية عندما بدأ البشر في الاستقرار في وديان نهر النيل ونهر الفرات ونهر السند. كما ظهرت زراعة الكفاف أيضًا بشكل مستقل في المكسيك حيث اعتمدت على زراعة الذرة، وجبال الأنديز حيث اعتمدت على رعاية البطاطس منزليًا. ولقد كانت زراعة الكفاف هي نمط الإنتاج المسيطر على العالم حتى وقت قريب عندما أصبحت الرأسمالية المعتمدة على السوق واسعة الانتشار. أما بستنة الكفاف فربما تكون قد تطورت بشكل مستقل في جنوب شرق آسيا وبابوا غينيا الجديدة.
وتستمر زراعة الكفاف الآن في أجزاء كبيرة من المناطق الريفية الإفريقية، وأجزاء من آسيا وأمريكا اللاتينية. واختفت زراعة الكفاف على نحو كبير في أوروبا مع بداية الحرب العالمية الأولى وفي أمريكا الشمالية مع انتقال المزارعين الشركاء والمزارعين المستأجرين من جنوب ووسط غرب أمريكا خلال الثلاثينيات والأربعينيات من القرن العشرين. وحتى وقت قريب يصل إلى الخمسينيات من القرن العشرين، كان لا يزال من المعتاد في المزارع الأسرية في أمريكا الشمالية وأوروبا أن تتم زراعة معظم طعام الأسرة وصناعة معظم ملابسها، على الرغم من أن مبيعات بعض إنتاج المزرعة كان يجلب لهم الأموال الكافية لشراء بعض السلع الرئيسية والتي تشمل عادةً السكر والقهوة والشاي ونواتج تقطير البترول (البنزين والكيروسين وزيت الوقود) ومنتجات المنسوجات مثل أثواب القماش والإبر والخيوط والأدوية ومنتجات الخردوات مثل المسامير والبراغي والأسلاك وبعض السلع الاختيارية مثل الحلوى أو الكتب. وفي أغلب الأحيان كان يتم شراء العديد من السلع سالفة الذكر فضلاً عن الخدمات العرضية التي يقدمها الأطباء والبيطريون والحدادون وغيرهم بـنظام المقايضة بدلاً من النقود. وقد عاودت زراعة الكفاف وزراعة شبه الكفاف الظهور في وسط أوروبا وأوروبا الشرقية ضمن الاقتصاد الانتقالي منذ عام 1990 تقريبًا.

## الأنواع

### الزراعة المتنقلة(زراعة «القطع والحرق»)
في هذا النوع من الزراعة، يتم إخلاء وتنظيف رقعة من أراضي الغابات من خلال مزيج من عمليتي القطع والحرق، ثم تتم زراعة المحاصيل. وبعد فترة تتراوح بين عامين وثلاثة أعوام تبدأ خصوبة التربة في التدهور، فيهجر المزارعون الأرض وينتقلون لإخلاء وتنظيف قطعة جديدة من الأرض في مكان آخر في الغابة وتستمر العملية. وفي الوقت الذي تُترك فيه الأرض لإراحتها، تنمو الغابات من جديد في المنطقة التي تم إخلاؤها وتنظيفها وتتم استعادة خصوبة التربة والكتلة الأحيائية. وبعد عقد أو أكثر، يمكن أن يعود المزارع إلى قطعة الأرض الأولى التي هجرها. ويكون هذا الشكل من أشكال الزراعة مستدامًا في المناطق ذات الكثافات السكانية المنخفضة، أما الكثافات السكانية المرتفعة فتتطلب عمليات إخلاء وتنظيف أكثر تكرارًا مما يحول دون استعادة خصوبة التربة ويفتح المجال لمزيد من غطاء الغابات النباتي ويشجع نمو الشجيرات الخفيضة على حساب الأشجار الكبيرة، الأمر الذي يتسبب في نهاية المطاف في إزالة الغابات والتعرية الشديدة.
وعلى الرغم من أن أسلوب «القطع والحرق» قد يصف طريقة لفتح أرض جديدة، عادةً ما يكون لدى المزارعين المعنيين حقول أصغر في نفس الوقت، وأحيانًا تكون مجرد حدائق، بالقرب من منازلهم، وفيها يمارسون أساليب «غير متنقلة» بشكل مكثف إلى أن يحدث نقص في الحقول التي يمكنهم فيها استخدام أسلوب «القطع والحرق» في إخلاء الأرض وتنظيفها و (من خلال الحرق) توفير الأسمدة (الرماد). وغالبًا ما تتلقى هذه الحدائق القريبة من المنازل بصورة منتظمة النفايات المنزلية وروث الدجاج والماعز المنزلية وأكوام من الأسمدة العضوية حيث يتم الإلقاء بالنفايات مبدئيًا للتخلص منها. ومع ذلك، يعرف هؤلاء المزارعون في أغلب الأحيان قيمة هذه الأسمدة العضوية ويضعونها في حقولهم الأصغر بصورة منتظمة. كما أنهم يقومون بري جزء من هذه الحقول إذا كانت قريبة من مصدر للمياه.
وفي بعض مناطق إفريقيا المدارية، على الأقل، قد تكون هذه الحقول الصغيرة هي الحقول التي تتم زراعة المحاصيل فيها على تربة مرفوعة. ولذلك فإن المزارعون الذين يمارسون زراعة «القطع والحرق» يكونون أكثر خبرة وحنكة مما يوحي به مصطلح مزارعو الكفاف بأسلوب «القطع والحرق».

### رعاية قطعان الماشية المرتحلة
في هذا النوع من الزراعة يهاجر الناس مع حيواناتهم من مكان إلى آخر بحثًا عن علف لماشيتهم. وهم بوجه عام يربون الماشية و/أو الأغنام و/أو الماعز و/أو الجمال و/أو الثيران للحصول على الألبان والجلود واللحوم والصوف. وينتشر أسلوب المعيشة هذا في أجزاء من آسيا الوسطى والغربية والهند وشرق وجنوب غرب إفريقيا وأوراسيا الشمالية. ومن بين الأمثلة على ذلك جماعات البوتيا والجوجارز المرتحلة الموجودة في جبال الهيمالايا.

### زراعة الكفاف المكثفة
يستغل المزارعون في البلدان شديدة الكثافة السكانية مثل الهند والصين ممتلكاتهم الصغيرة من الأراضي في إنتاج ما يكفي استهلاكهم، بينما يستخدمون القدر القليل المتبقي من الإنتاج في المقايضة مقابل سلع أخرى. ويحاول هؤلاء المزارعون تحقيق الحد الأقصى من إنتاجية المحاصيل من الأراضي المتاحة لهم من خلال تكثيف أساليب الزراعة، بما في ذلك تحضير حقول الأرز والتي يمكن استخدامها عامًا بعد عام. وفي الحالات الأكثر كثافة، قد يقيم المزارعون مصاطب على جوانب التلال المنحدرة لزراعة شتلات الأرز. وتوجد مثل هذه الحقول في المناطق المأهولة بالسكان في آسيا مثل الفلبين. كما يمكنهم تكثيف الزراعة من خلال استخدام الروث والري الصناعي وفضلات الحيوانات كـسماد.

## أمثلة تاريخية على زراعة الكفاف
خلال السنوات الأولى من عمر الاتحاد السوفيتي، أدت أزمة المقصات في عام 1923 إلى الاعتماد على زراعة الكفاف. وسبب ذلك القلق للبعض بشأن إمكانية حدوث مجاعة بين هذه المدن.